# Hermon, New York
Hermon är en kommun i St. Lawrence County i delstaten New York, USA.